# Olympische Sommerspiele 1992/Teilnehmer (Rumänien)
| Gelbes Symbol für Goldmedaillen mit stilisierten Olympischen Ringen | Graues Symbol für Silbermedaillen mit stilisierten Olympischen Ringen | Braundes Symbol für Bronzemedaillen mit stilisierten Olympischen Ringen |
| ------------------------------------------------------------------- | --------------------------------------------------------------------- | ----------------------------------------------------------------------- |
| 4                                                                   | 6                                                                     | 8                                                                       |

Rumänien nahm an den Olympischen Sommerspielen 1992 in Barcelona mit einer Delegation von 173 Athleten teil.

## Flaggenträger
Der Diskuswerfer Costel Grasu trug die Flagge Rumäniens während der Eröffnungsfeier im Olympiastadion.

## Medaillen
Mit vier gewonnenen Gold-, sechs Silber- und acht Bronzemedaillen belegte das rumänische Team Platz 14 im Medaillenspiegel.
Erfolgreichste Sportlerin war die Turnerin Lavinia Miloșovici mit vier gewonnenen Medaillen (2 × Gold, 1 × Silber, 1 × Bronze).

### Gold
| Name/n                                                                             | Sportart | F/M | Wettkampf             |
| ---------------------------------------------------------------------------------- | -------- | --- | --------------------- |
| Elisabeta Lipă                                                                     | Rudern   |     | Einer                 |
| Dimitrie Popescu, Dumitru Răducanu, Iulică Ruican, Nicolae Țaga und Viorel Talapan | Rudern   |     | Vierer mit Steuermann |
| Lavinia Miloșovici                                                                 | Turnen   |     | Boden                 |
| Lavinia Miloșovici                                                                 | Turnen   |     | Sprung                |

### Silber
| Name/n | Sportart       | F/M | Wettkampf    |
| --- | -------------- | --- | ------------ |
| Galina Astafei | Leichtathletik |     | Hochsprung   |
| Veronica Cochela und Elisabeta Lipă | Rudern         |     | Doppelzweier |
| Constanța Burcică-Pipota, Vera Cochela, Anișoara Dobre und Doina Ignat                                                                     | Rudern         |     | Doppelvierer |
| Adriana Bazon, Iulia Bobeică, Elena Georgescu, Viorica Lepădatu, Viorica Neculai, Ioana Olteanu, Maria Păduraru und Doina Robu             | Rudern         |     | Achter       |
| Dănuț Dobre, Marin Gheorghe, Claudiu Marin, Vasile Măstăcan, Vasile Năstase, Valentin Robu, Iulică Ruican, Viorel Talapan und Ioan Vizitiu | Rudern         |     | Achter       |

### Bronze
| Name/n                                                                               | Sportart     | F/M | Wettkampf             |
| ------------------------------------------------------------------------------------ | ------------ | --- | --------------------- |
| Leonard Doroftei                                                                     | Boxen        |     | Leichtweltergewicht   |
| Laura Badea, Roxana Dumitrescu, Claudia Grigorescu, Reka Szabo und Elisabeta Guzganu | Fechten      |     | Florett Mannschaft    |
| Traian Cihărean                                                                      | Gewichtheben |     | Fliegengewicht        |
| Ioan Grigoraș                                                                        | Ringen       |     | Superschwergewicht    |
| Dimitrie Popescu, Dumitru Răducanu und Nicolae Țaga                                  | Rudern       |     | Zweier mit Steuermann |
| Sorin Babii                                                                          | Schießen     |     | Luftpistole           |
| Cristina Bontaș                                                                      | Turnen       |     | Boden                 |
| Lavinia Miloșovici                                                                   | Turnen       |     | Einzelmehrkampf       |

## Teilnehmer nach Sportarten

### Badminton
- Florin Balaban

### Boxen
- Leonard Doroftei, Bronze
- Valentin Barbu
- Daniel Dumitrescu
- Vasile Nistor
- Francisc Vaștag

### Fechten
- Laura Badea, Bronze
- Roxana Dumitrescu, Bronze
- Claudia Grigorescu, Bronze
- Elisabeta Guzganu, Bronze
- Reka Lazăr-Szabo, Bronze
- Alexandru Chiculiță
- Gheorghe Epurescu
- Victor Găureanu
- Daniel Grigore
- Florin Lupeică
- Nicolae Mihăilescu
- Cornel Milan
- Gabriel Pantelimon
- Adrian Pop
- Vilmoș Szabo

### Gewichtheben
- Traian Cihărean, Bronze
- Attila Feri
- Nicolae Nițu
- Aurel Sîrbu
- Paul Toroczcoi
- Nicu Vlad

### Handball
- Dumitru Berbece
- Mitică Bontaș
- Alexandru Buligan
- Alexandru Dedu
- Marian Dumitru
- Robert Licu
- Ion Mocanu
- Costică Neagu
- Adi Popovici
- Rudi Prisăcaru
- Ionel Radu
- Gheorghe Răduță
- Sorin Toacsen
- Maricel Voinea
- Valentin Zaharia

### Judo
- Valentin Bazon
- Alexandru Ciupe
- Adrian Croitoru
- Radu Ivan
- Dănuț Pop
- Simona Richter

### Kanu
- Gheorghe Andriev
- Viorica Iordache
- Nicolae Juravschi
- Geza Magyar
- Claudia Nicula
- Victor Partnoi
- Sorin Petcu
- Alexandru Popa
- Marin Popescu
- Romică Șerban
- Carmen Simion
- Daniel Stoian
- Florintin Tataru
- Sanda Toma

### Leichtathletik
- Galina Astafei, Silber
- Violeta Beclea-Szekely
- Doina Melinte
- Cristina Boiț
- George Boroi
- Nicoleta Căruțașu
- Daniel Cojocaru
- Mirela Dulgheru
- Elena Fidatov
- Nicoleta Grădinaru-Grasu
- Costel Grasu
- Gheorghe Gușet
- Marieta Ilcu
- Margareta Keszeg
- Ella Kovacs
- Sorin Matei
- Elena Murgoci
- Oana Mușunoi-Pantelimon
- Liliana Năstase
- Mircea Oaidă
- Iolanda Oanță
- Liliana Sălăgeanu
- Manuela Tîrneci
- Bogdan Tudor
- Petra Văideanu

### Moderner Fünfkampf
- Marian Gheorghe

### Ringen
- Ioan Grigoraș, Bronze
- Anton Arghira
- Petrică Cărare
- Constantin Corduneanu
- Iliuță Dăscălescu
- Nicolae Ghiță
- Ion Ieremciuc
- Ender Memet
- Romică Rașovan
- Valentin Rebegea
- Marian Sandu

### Rudern
- Elisabeta Lipă, Gold , Silber
- Iulică Ruican, Gold , Silber
- Viorel Talapan, Gold , Silber
- Dimitrie Popescu, Gold , Bronze
- Dumitru Răducanu, Gold , Bronze
- Nicolae Țaga, Gold , Bronze
- Veronica Cochela, 2 × Silber
- Anișoara Dobre, Silber
- Adriana Bazon, Silber
- Iulia Bobeică, Silber
- Constanța Burcică, Silber
- Dănuț Dobre, Silber
- Elena Georgescu, Silber
- Marin Gheorghe, Silber
- Doina Ignat, Silber
- Viorica Lepădatu, Silber
- Claudiu Marin, Silber
- Vasile Măstăcan, Silber
- Vasile Năstase, Silber
- Viorica Neculai, Silber
- Ioana Olteanu, Silber
- Maria Păduraru, Silber
- Doina Robu, Silber
- Valentin Robu, Silber
- Doina Șnep, Silber
- Ioan Vizitiu, Silber
- Florin Ene
- Vasile Hanuseac
- Dragoș Neagu
- Ioan Șnep
- Nicolae Spîrcu
- Vasile Tomoiagă

### Rhythmische Sportgymnastik
- Irina Deleanu
- Ancuța Goia

### Schießen
- Sorin Babii, Bronze
- Daniela Dumitrescu
- Olimpiu Marin
- Iulian Raicea
- Ioan Toman

### Schwimmen
- Beatrice Câșlaru
- Luminița Dobrescu
- Corina Dumitru
- Noëmi Ildiko Lung
- Carla-Creola Negrea
- Iuliana Pantelimon
- Robert Pinter
- Marian Satnoianu
- Claudia Stănescu
- Diana Ureche

### Tennis
- George Cosac
- Ruxandra Dragomir
- Andrei Pavel
- Dinu Pescariu
- Irina Spîrlea

### Tischtennis
- Otilia Bădescu
- Maria Bogoslov
- Emilia Elena Ciosu
- Adriana Năstase

### Turnen
- Lavinia Miloșovici, 2 × Gold , Silber , Bronze
- Cristina Bontaș, Silber , Bronze
- Gina Gogean, Silber
- Vanda Hădărean, Silber
- Maria Neculiță, Silber
- Mirela Pașca, Silber
- Nicolae Bejenaru
- Adrian Gal
- Marius Gherman
- Marian Rizan
- Adrian Sandu
- Nicu Stroia

### Wasserspringen
- Gabriel Cherecheș
- Clara Elena Ciocan
- Ionica Tudor
- Ioana Voicu